# 湖南少年儿童出版社
湖南少年儿童出版社是中国大陆一家以出版少年儿童读物为主的专业出版社，成立于1982年2月，隶属中南出版传媒集团，出版社代号5358，致力于少儿读物及教辅资料的出版工作。